# Hartmut Strampe
Hartmut Strampe (Handorf, 1956. március 3. –) német nemzetközi labdarúgó-játékvezető.

## Pályafutása

### Nemzeti játékvezetés
A játékvezetői vizsgát 1986-ban tette le, 1990-ben országos, 1991-ben 1. Bubdesliga játékvezetőnek minősítették. Az aktív nemzeti játékvezetéstől 2003-ban vonult vissza. Első ligás mérkőzéseinek száma: 170.

#### Nemzeti kupamérkőzések
Vezetett Kupa-döntők száma: 2.

##### Német Kupa
| Időpont         | Helyszín                 | Mérkőzés típusa | Mérkőzés                       | Eredmény | Nézők száma |
| --------------- | ------------------------ | --------------- | ------------------------------ | -------- | ----------- |
| 1998. május 16. | Olimpiai Stadion, Berlin | döntő           | FC Bayern München–MSV Duisburg | 2 : 1    | 75 800      |

##### Ligakupa
| Időpont             | Helyszín             | Mérkőzés típusa | Mérkőzés                 | Eredmény | Nézők száma |
| ------------------- | -------------------- | --------------- | ------------------------ | -------- | ----------- |
| 2002. augusztus 1.. | Ruhr Stadion, Bochum | döntő           | Hertha BSC–FC Schalke 04 | 4 : 1    | 11 200      |

### Nemzetközi játékvezetés
A Német labdarúgó-szövetség Játékvezető Bizottsága (JB) terjesztette fel nemzetközi játékvezetőnek, a Nemzetközi Labdarúgó-szövetség (FIFA) 1993-tól tartotta nyilván bírói keretében. Több nemzetek közötti válogatott és klubmérkőzést vezetett. UEFA besorolás szerint a „mester” kategóriába tevékenykedett. A német nemzetközi játékvezetők rangsorában, a világbajnokság-Európa-bajnokság sorrendjében többedmagával a 9. helyet foglalja el 9 találkozó szolgálatával. Az aktív nemzetközi játékvezetéstől 2001-ben  búcsúzott. Nemzetközi mérkőzéseinek száma: 50.

#### Világbajnokság

##### U17-es labdarúgó-világbajnokság
Ecuador rendezte a 6., az 1995-ös U17-es labdarúgó-világbajnokságot, ahol a FIFA JB bíróként foglalkoztatta.
| Időpont             | Helyszín                   | Mérkőzés típusa              | Mérkőzés             | Eredmény | Nézők száma |
| ------------------- | -------------------------- | ---------------------------- | -------------------- | -------- | ----------- |
| 1995. augusztus 4.  | VárosiStadion, Cuenca      | csoportmérkőzés (B. csoport) | Argentína–Portugália | 3 : 0    | 6 500       |
| 1995. augusztus 9.  | Városi Stadion, Riobamba   | csoportmérkőzés (C. csoport) | Katar–Ausztrália     | 0 : 3    | 10 000      |
| 1995. augusztus 12. | Városi Stadion, Portoviejo | egyik elődöntő               | Nigéria–Omán         | 1 : 2    | 12 000      |

---
A világbajnoki döntőhöz vezető úton Franciaországba a XVI., az 1998-as labdarúgó-világbajnokságra valamint Dél-Koreába és Japánba a XVII., a 2002-es labdarúgó-világbajnokságra a FIFA JB bíróként alkalmazta.

##### 1998-as labdarúgó-világbajnokság

###### Selejtező mérkőzés
| Időpont             | Helyszín             | Mérkőzés típusa           | Mérkőzés                | Eredmény | Nézők száma |
| ------------------- | -------------------- | ------------------------- | ----------------------- | -------- | ----------- |
| 1996. szeptember 1. | Népstadion, Budapest | előselejtező (3. csoport) | Magyarország–Finnország | 1 : 0    | 14 500      |

##### 2002-es labdarúgó-világbajnokság

###### Selejtező mérkőzés
| Időpont             | Helyszín                   | Mérkőzés típusa           | Mérkőzés              | Eredmény | Nézők száma |
| ------------------- | -------------------------- | ------------------------- | --------------------- | -------- | ----------- |
| 2000. október 7.    | Millenium Stadion, Cardiff | előselejtező (5. csoport) | Wales–Norvégia        | 1 : 1    | 53 360      |
| 2001. június 6.     | Népstadion, Budapest       | előselejtező (8. csoport) | Magyarország–Grúzia   | 4 : 1    | 7 000       |
| 2001. szeptember 1. | Nemzeti Stadion, Ta’ Qali  | előselejtező (3. csoport) | Málta–Bulgária        | 0 : 2    | 2 265       |
| 2001. október 6.    | Luz Stadion, Lisszabon     | előselejtező (2. csoport) | Portugália–Észtország | 5 : 0    | 77 000      |

#### Európa-bajnokság
Az európai-labdarúgó torna döntőjéhez vezető úton Angliába a X., az 1996-os labdarúgó-Európa-bajnokságra és Belgiumba és Hollandiába a XI., a 2000-es labdarúgó-Európa-bajnokságra az UEFA JB játékvezetőként foglalkoztatta.

##### 1996-os labdarúgó-Európa-bajnokság

###### Selejtező mérkőzés
| Időpont            | Helyszín                     | Mérkőzés típusa           | Mérkőzés           | Eredmény | Nézők száma |
| ------------------ | ---------------------------- | ------------------------- | ------------------ | -------- | ----------- |
| 1994. december 17. | Gradski Stadion, Szkopje     | előselejtező (2. csoport) | Macedónia–Ciprus   | 3 : 0    | 16 000      |
| 1995. március 19.  | Luzsnyiki Stadion, Moszkva   | előselejtező (8. csoport) | Oroszország–Skócia | 0 : 0    | 37 000      |
| 1995. október 11.  | Reykjavik Stadion, Reykjavík | előselejtező (3. csoport) | Izland–Törökország | 0 : 0    | 2 308       |

##### 2000-es labdarúgó-Európa-bajnokság

###### Selejtező mérkőzés
| Időpont             | Helyszín                 | Mérkőzés típusa           | Mérkőzés           | Eredmény | Nézők száma |
| ------------------- | ------------------------ | ------------------------- | ------------------ | -------- | ----------- |
| 1999. szeptember 8. | Steaua Stadion, Bukarest | előselejtező (7. csoport) | Románia–Portugália | 1 : 1    | 28 000      |

#### Nemzetközi kupamérkőzések

##### UEFA-kupa
| Időpont              | Helyszín                                 | Mérkőzés típusa            | Mérkőzés                             | Eredmény |
| -------------------- | ---------------------------------------- | -------------------------- | ------------------------------------ | -------- |
| 1995. szeptember 26. | Újpesti Stadion, Budapest                | előselejtező (1. mérkőzés) | Újpest FC–RC Strasbourg              | 0 : 2    |
| 1996. szeptember 24. | Jeórjiosz Karaiszkákisz Stadion, Pireusz | előselejtező (1. mérkőzés) | PAE Olimbiakósz SZFP–Ferencvárosi TC | 2 : 2    |